# Catocala elizabeth
Catocala elizabeth là một loài bướm đêm trong họ Erebidae.